# Centella obtriangularis
Centella obtriangularis är en flockblommig växtart som beskrevs av John Francis Michael Cannon. Centella obtriangularis ingår i släktet centellor, och familjen flockblommiga växter. Inga underarter finns listade i Catalogue of Life.